# Markus Hörwick
Markus Hörwick (* 14. August 1956 in München) ist ein deutscher Journalist, Medienmanager und Berater für Medien- und Öffentlichkeitsarbeit. Er war von 1983 bis 2016 Pressesprecher des FC Bayern München und füllte als erster in der Fußball-Bundesliga diese Position hauptamtlich aus.
Für den FC Bayern hatte er bereits in der Jugend Fußball gespielt und 1981 die Clubzeitung Bayern-Magazin begründet, welche von Beginn an zu den Vorreitern der Stadionzeitungen in der Fußball-Bundesliga zählte.
Bevor er beim FC Bayern angestellt wurde, arbeitete Hörwick fünf Jahre in der Sportredaktion der Bild-Zeitung sowie zwei Jahre im PR-Bereich für Adidas.
Im Juli 1983 wechselte er zum FC Bayern, wo er 33 Jahre – bis Juli 2016 – als Pressesprecher und PR-Verantwortlicher sowie zuletzt als Direktor für Medien und Kommunikation tätig war und die Presse-, Internet- und Social-Media-Strategie des FC Bayern auf- und ausbaute bzw. professionalisierte. In seine Zeit beim FC Bayern fielen u. a. die Trapattoni-Wutrede oder die Niederlage des FC Bayern im Champions-League-Finale gegen Manchester United 1999, die er zu seinen „schwersten Stunden als Pressesprecher“ zählt, aber auch 46 Titelgewinne. Unter seiner Leitung begründete der FC Bayern ― früher als andere Vereine ― eine moderne Presse- und Medienarbeit: Hörwick führte regelmäßige Pressekonferenzen ein, lud Journalisten ein, das Training zu beobachten und stellte nach dem Training Interviews mit Spielern und Trainer sicher. Ging es anfangs darum, eine größere Aufmerksamkeit der Presse zu generieren, hatte Hörwick bald aber die Aufgabe, die mediale Aufmerksamkeit auf den FC Bayern gezielt zu steuern. Hörwick verstand sich selbst dabei „als Dienstleister und Kommunikator, vor allem aber als Mediator zwischen allen Parteien, ... für Pressevertreter, aber auch für die Leute im eigenen Verein.“ In der Bundesliga und in den Medien galt er damit als „Trendsetter“. Er erhielt viel Anerkennung, weil er die „Öffentlichkeits-Arbeit im Fußball prägte wie kein Zweiter und mehr an Medien-Koordination zu schultern hat als die meisten Dax-Unternehmen,“ und war Sprecher des „Arbeitskreises Medien“ der Clubs der 1. und 2. Bundesliga.
2013 wurde er als „PR-Professional des Jahres“ ausgezeichnet.
Seit seinem Ausscheiden beim FC Bayern berät er Spieler und Trainer in ihrer PR- und Medienarbeit, darunter Niko Kovač und Dieter Hecking. Seit November 2018 engagiert er sich als Beirats-Mitglied im FC PlayFair! für Faninteressen,  Integrität und Nachhaltigkeit im Fußball.
Hörwick ist Kuratoriumsmitglied der Sepp-Herberger-Stiftung.